# Radikal 137
Radikal 137 mit der Bedeutung „Boot“ ist eines von 29 der 214 traditionellen Radikale der chinesischen Schrift, die mit sechs Strichen geschrieben werden.
Mit 37 Zeichenverbindungen in Mathews’ Chinese-English Dictionary gibt es relativ viele Schriftzeichen, die unter diesem Radikal im Lexikon zu finden sind.
Das Radikal „Boot“ nimmt nur in der Langzeichen-Liste traditioneller Radikale, die aus 214 Radikalen besteht, die 137. Position ein. In modernen Kurzzeichen-Wörterbüchern kann es sich an ganz anderer Stelle finden. Im Neuen chinesisch-deutschen Wörterbuch aus der Volksrepublik China steht es zum Beispiel an 182. Stelle.
Das Bronzeschrift-Zeichen stellt das Abbild eines Schiffes dar, doch schon in der folgenden Siegelschrift-Form  ist das nicht mehr zu erkennen.
Als Sinnträger im zusammengesetzten Zeichen stellt 舟 (zhou) diese in das Bedeutungsfeld „Wassertransport“ wie zum Beispiel 舢 (in: 舢板 = Sampan), 航 (= Boot), 舫 (= Boot), 舱 (= Kabine), 舰 (= Kriegsschiff), 艇 (ting = leichtes Boot). In all diesen Zeichen fungiert 舟 als Sinn-, die andere Komponente als Lautträger. Als Lautträger tritt 舟 nur in einigen heute sehr ungebräuchlichen Zeichen auf. 盘 (= Teller) ist ein verkürztes Zeichen, das eigentlich 般 als Lautträger enthält. 舟 ist in der verkürzten Version also nur der Rest des einstigen Lautträgers.

## Schriftzeichenverbindungen, die vom Radikal 137 regiert werden
| Striche | Zeichen                                |
| ------- | -------------------------------------- |
| +0      | 舟                                     |
| +02     | 舠                                     |
| +03     | 舡 舢 舣 舤                            |
| +04     | 舥 舦 舧 舨 舩 航 舫 般 舭 舮 舯 舰 舱 |
| +05     | 舲 舳 舴 舵 舶 舷 舸 船 舺 舻          |
| +06     | 舼 舽 舾 舿                            |
| +07     | 艀 艁 艂 艃 艄 艅 艆 艇 艈 艉          |
| +08     | 艊 艋 艌 艍                            |
| +09     | 艎 艏 艐 艑 艒 艓 艔                   |
| +10     | 艕 艖 艗 艘 艙                         |
| +11     | 艚 艛 艜 艝                            |
| +12     | 艞 艟 艠                               |
| +13     | 艡 艢 艣 艤 艥                         |
| +14     | 艦 艧 艨 艩                            |
| +15     | 艪                                     |
| +16     | 艫                                     |
| +17     | 艬                                     |
| +18     | 艭                                     |

 Im Unicodeblock Kangxi-Radikale ist das Radikal 137 unter der Codepointnummer 12.168 (U+2F88) codiert.